# Last Friday Night (T.G.I.F.)
„Last Friday Night (T.G.I.F.)“ je píseň americké zpěvačky Katy Perry, kterou napsala společně s Lukaszem Gottwaldem, Maxem Martinem a Bonnie McKee. Píseň vyšla jako pátý singl z alba Teenage Dream.
Píseň byla kritiky přijata rozporuplně. Někteří z nich song označili za vrchol celé desky a psali o ní jako o hravé a chytlavé písni. Přesto kritizovali lyričnost písně, kterou označili za mdlou a bez života. Song Last Friday Night byl úspěšný zejména ve Spojených státech, kde se umístil na čele hitparády Billboard Hot 100 a Katy Perry se stala první zpěvačkou v historii, která měla pět singlů z jedné desky na čele amerického žebříčku.

## Hitparáda
| Země               | Umístění |
| ------------------ | -------- |
| Austrálie          | 5        |
| Česko              | 1        |
| Dánsko             | 34       |
| Francie            | 22       |
| Kanada             | 1        |
| Německo            | 15       |
| Nový Zéland        | 4        |
| Slovensko          | 1        |
| Skotsko            | 7        |
| Spojené království | 9        |
| Švédsko            | 33       |
| Švýcarsko          | 20       |
| US Hot 100         | 1        |